# Федосеева, Лидия Ивановна
Ли́дия Ива́новна Федосе́ева (30 марта 1923, Покров, Калужская губерния — 6 мая 2019) — российский энтомолог, систематик насекомых, лауреат Ломоносовской премии.

## Биография
Родилась 30 марта 1923 года в селе Покров Тарусского уезда Калужской губернии (ныне — в Жуковском районе Калужской области). В 1942—1944 годы по комсомольскому призыву работала в милиции. В 1943 году поступила на биологический факультет МГУ (первый курс училась на вечернем отделении). После окончания университета оставлена на кафедре энтомологии. В 1949 году стала лауреатом Ломоносовской премии (совместно с З. С. Родионовым) за работу по защите зерна от амбарных скрыто живущих вредителей, выполненную ещё в студенческий период. С 2001 года — инженер 2-й категории кафедры энтомологии биологического факультета.

## Научная деятельность
В 1956 году под руководством Евгения Сергеевича Смирнова защитила диссертацию на тему «Систематика и экология хальцид-семеедов бобовых растений и их хозяйственное значение». Читала в МГУ курс «Защита растений» и вела разделы большого практикума по систематике насекомых. Старший научный сотрудник (1970).
Описала около 70 новых видов насекомых, в том числе мух-меромиз (Meromyza):
- Meromyza affinis Fedoseeva, 1971
- Meromyza arizonica Fedoseeva, 1971
- Meromyza athletica Fedoseeva, 1974
- Meromyza bipunctata Fedoseeva, 1971
- Meromyza bohemica Fedoseeva, 1962
- Meromyza canadensis Fedoseeva, 1971
- Meromyza columbi Fedoseeva, 1971
- Meromyza communis Fedoseeva, 1971
- Meromyza conifera Fedoseeva, 1971
- Meromyza elbergi Fedoseeva, 1979
- Meromyza facialis Fedoseeva, 1979
- Meromyza frontosa Fedoseeva, 1971
- Meromyza hispanica Fedoseeva, 1971
- Meromyza laurelae Fedoseeva, 1971
- Meromyza modesta Fedoseeva, 1978
- Meromyza mosquensis Fedoseeva, 1960
- Meromyza mutabilis Fedoseeva, 1971
- Meromyza neglecta Fedoseeva, 1974
- Meromyza nigriseta Fedoseeva, 1960
- Meromyza opacula Fedoseeva, 1978
- Meromyza palposa Fedoseeva, 1960
- Meromyza pilosa Fedoseeva, 1971
- Meromyza quadrimaculata Fedoseeva, 1961
- Meromyza rara Fedoseeva, 1971
- Meromyza rohdendorfi Fedoseeva, 1974
- Meromyza rufa Fedoseeva, 1962
- Meromyza sabroskyi Fedoseeva, 1971
- Meromyza sibirica Fedoseeva, 1961
- Meromyza smirnovi Fedoseeva, 1964
- Meromyza transbaicalica Fedoseeva, 1967
- Meromyza triangulina Fedoseeva, 1960
- Meromyza truncata Fedoseeva, 1971
- Meromyza vladimirovae Fedoseeva, 1978
- Meromyza zachvatkini Fedoseeva, 1960

## Избранные публикации

### Книги
- Андрианова Н. С., Горностаев Г. Н., Жантиев Р. Д., Жужиков Д. П., Мазохин-Поршняков Г. А., Орлова И. В., Свиридов А. В., Фарафонова Г. В., Федосеева Л. И., Чернова О. А., Чернышев В. Б. Руководство к большому практикуму по энтомологии. — М.: Изд-во Московского ун-та, 1978. — Ч. 1: Систематика насекомых. — 159 с.
- Гербачевская А. А., Городков К. Б., Грунин К. Я., Федосеева Л. И. и др. Определитель насекомых Европейской части СССР в пяти томах. — Л.: Наука, 1970. — Т. 5: Двукрылые, блохи, Ч. 2. — 943 с.

### Статьи
- Федосеева Л. И. К фауне Meromyza Mg. (Diptera, Chloropidae) СССР // Научные доклады высшей школы. Биологические науки : журнал. — 1960. — № 4. — С. С. 46-51.
- Федосеева Л. И. Обзор фауны злаковых мух рода Meromyza Mg. (Diptera, Chloropidae) Азиатской части СССР // Энтомологическое обозрение : журнал. — 1964. — Т. 43, № 2. — С. 466—477.
- Федосеева Л.И. Географическое распространение злаковых мух рода Meromyza // Зоологический журнал : журнал. — 1966. — Т. 46, № 11. — С. 1666—1668.
- Смирнов Е. С., Федосеева Л. И. Таксономическая структура рода Meromyza // Журнал общей биологии : журнал. — 1967. — № 5. — С. 604—611.
- Смирнов Е. С., Федосеева Л. И. Злаковые мухи рода Chlorops Mg. (Diptera, Chloropidae) фауны Советского Союза, определительная таблица // Зоологический журнал : журнал. — 1976. — Т. 55, № 10. — С. 1489—1494.
- Федосеева Л. И. Новый вид злаковых мух Meromyza Mg. (Diptera, Chloropidae) из Восточной Сибири // Научные доклады высшей школы. Биологические науки : журнал. — 1978. — № 7. — С. С. 72-73.